# Jumeirah Bay
Jumeirah Bay (in arabo شاطئ جميرا ‎?), anche nota come Jumeirah Bay Island è una comunità dell'Emirato di Dubai, negli Emirati Arabi Uniti. Si trova nel Settore 3 nella zona occidentale di Dubai e coincide con l'omonima isola artificiale.

## Territorio
Il territorio della comunità occupa una superficie di 1,0 km² e coincide con quello dell'isola artificiale di Jumeirah Bay Island.
L'isola ha la forma di un cavalluccio marino e si trova a circa 350 metri al largo di fronte alla spiaggia di Jumeirah 2. È collegata alla terraferma da un ponte lungo circa 500 metri che congiunge la Jumeirah Road con la Al Mouje Street.
Questo quartiere è esclusivamente residenziale e offre resort di lusso, appartamenti, ville e case a schiera. I punti di riferimento più significativi sono:
- Bulgari Resort and Residences. L'hotel, realizzato dalla Meraas (oggi Dubai Holding) fra il 2014 e il 2017, in collaborazione con il designer italiano Bulgari, è stato inaugurato nel dicembre 2017. L'hotel dispone di 121 camere , di cui 50 suite super premium e 20 ville.
- complesso residenziale Villa Amalfi. È formato da 68 ville realizzate nella zona centrale dell'isola e circondate da 12.500 m² di parco. Il complesso prevede una piscina all'aperto e un centro fitness, un'area giochi dedicata ai bambini e campi da tennis e da basket.

L'area non è servita dalla metropolitana né da linee di superficie. I mezzi pubblici più vicini scorrono tutti sulla strada costiera di Jumeirah Road.